# Mijalina Lysova
Mijalina Lysova –en ruso, Михалина Лысова– (Nizhni Taguil, 29 de marzo de 1992) es una deportista rusa que compite en biatlón adaptado y esquí de fondo adaptado. Ganó 17 medallas en los Juegos Paralímpicos de Invierno entre los años 2010 y 2018.

## Palmarés internacional
| Representando a Rusia                              |                             |                   |                                 |
| Juegos Paralímpicos                                |                             |                   |                                 |
| Año                                                | Lugar                       | Medalla           | Prueba                          |
| 2010                                               | Vancouver (Canadá)          | Medalla de bronce | 3 km persecución (disc. visual) |
| 2010                                               | Vancouver (Canadá)          | Medalla de bronce | 12,5 km (disc. visual)          |
| 2014                                               | Sochi (Rusia)               | Medalla de oro    | 6 km (disc. visual)             |
| 2014                                               | Sochi (Rusia)               | Medalla de oro    | 10 km (disc. visual)            |
| 2014                                               | Sochi (Rusia)               | Medalla de plata  | 12,5 km (disc. visual)          |
| Representando a los Atletas Paralímpicos Neutrales |                             |                   |                                 |
| Juegos Paralímpicos                                |                             |                   |                                 |
| Año                                                | Lugar                       | Medalla           | Prueba                          |
| 2018                                               | Pyeongchang (Corea del Sur) | Medalla de oro    | 6 km (disc. visual)             |
| 2018                                               | Pyeongchang (Corea del Sur) | Medalla de oro    | 12,5 km (disc. visual)          |
| 2018                                               | Pyeongchang (Corea del Sur) | Medalla de plata  | 10 km (disc. visual)            |

| Representando a Rusia                              |                             |                   |                                 |
| Juegos Paralímpicos                                |                             |                   |                                 |
| Año                                                | Lugar                       | Medalla           | Prueba                          |
| 2010                                               | Vancouver (Canadá)          | Medalla de oro    | 3 × 2,5 km clase abierta        |
| 2010                                               | Vancouver (Canadá)          | Medalla de plata  | 1 km velocidad (disc. visual)   |
| 2010                                               | Vancouver (Canadá)          | Medalla de plata  | 5 km (disc. visual)             |
| 2014                                               | Sochi (Rusia)               | Medalla de oro    | 1 km velocidad (disc. visual)   |
| 2014                                               | Sochi (Rusia)               | Medalla de plata  | 5 km (disc. visual)             |
| 2014                                               | Sochi (Rusia)               | Medalla de plata  | 15 km (disc. visual)            |
| Representando a los Atletas Paralímpicos Neutrales |                             |                   |                                 |
| Juegos Paralímpicos                                |                             |                   |                                 |
| Año                                                | Lugar                       | Medalla           | Prueba                          |
| 2018                                               | Pyeongchang (Corea del Sur) | Medalla de plata  | 1,5 km velocidad (disc. visual) |
| 2018                                               | Pyeongchang (Corea del Sur) | Medalla de plata  | 7,5 km (disc. visual)           |
| 2018                                               | Pyeongchang (Corea del Sur) | Medalla de bronce | 15 km (disc. visual)            |